# Association médicale américaine
Pour les articles homonymes, voir AMA.
L'Association médicale américaine (American Medical Association ou AMA) est une association américaine fondée le 5 mai 1847 et incorporée en 1897. Elle est la plus importante association de médecins et d'étudiants en médecine des États-Unis. La mission de l'AMA est de promouvoir l'art et la science de la médecine afin d'améliorer la santé publique, de développer l'intérêt pour le corps médical et leurs patients, d'effectuer du lobbying auprès des institutions législatives en vue d'adoption de textes favorables aux médecins et aux patients, et de travailler à l'augmentation du budget pour l'éducation médicale.
L'association publie le Journal of the American Medical Association (JAMA) qui bénéficie de la plus large diffusion parmi l'ensemble des journaux médicaux hebdomadaire du monde. L'AMA publie aussi une liste des Codes des spécialités médicales qui sont une méthode standardisée aux États-Unis pour identifier les différentes spécialités du monde médical. Le 12 juin 2019, Patrice Harris est désignée pour succéder à Barbara McAneny, devenant ainsi la 174e présidente de l'association et la première femme afro-américaine à être élue présidente.

## Histoire
En 1871 l'Association médicale américaine refuse des déléguées de femmes médecins issues de faculté de médecine pour femmes, cela par un vote de 80 contre 25 et interdit à ses membres de faire des consultations avec des femmes médecins.

## Activités caritatives
- La Fondation AMA subventionne, à hauteur d'un million de dollars par an en G.I. Bill, les étudiants endettés (dû au fait que les étudiants américains s'endettent en moyenne, pour suivre des études médicales, de 100 000 dollars chacun).
- Mise en place de fonds pour les projets de prévention sanitaire.
- Supports à la recherche de financement pour les étudiants et citoyens à travers les États-Unis.
- Subvention de projets encourageants des comportements médicalement responsables (nutrition, exercices physiques, durée et condition de sommeil, etc.)
- Le programme Worldscopes qui a pour objectif de fournir 100 000 stéthoscopes au Tiers-monde à la suite des dons des médecins et des étudiants en médecine.

## Positions politiques
Après la Première Guerre mondiale, une importante campagne soutenue par l'Association médicale américaine réclame l'interdiction des centres de traitement médical des drogués. Entre 1914 et 1938, 25 000 médecins sont inculpés pour avoir traité des drogués et 3 000 d'entre eux sont incarcérés.
L'AMA a combattu dans les années 1930 les initiatives du docteur Michael Shadid visant à rendre les soins plus accessibles aux plus pauvres à travers l'ouverture d’hôpitaux coopératifs. Après avoir essayé de lui confisquer sa licence, l'AMA exclut Michael Shadid de sa section locale de l’Oklahoma, ce qui a pour conséquence de lui faire perdre son assurance responsabilité civile, et menaces de sanctions identiques les praticiens qu'il cherchait à recruter. L'historien Thomas Frank écrit que « cette guerre fit rage pendant de nombreuses années, qui virent l'AMA combattre et enterrer l'une après l'autre les propositions visant à démocratiser l'accès aux soins. » Ses adhérents organisèrent le boycott d'entreprises plus ou moins liées à des organisations caritatives, et réussirent à convaincre l’ensemble des hôpitaux du district de Columbia de refuser tout privilège d'admission (c'est-à-dire de faire admettre un patient dans un hôpital) aux médecins membres d'une coopérative de santé.
Au mois de juillet 2008, l'AMA a focalisé ses efforts pour bloquer les budgets de Medicare. À travers des campagnes de communication, ainsi que d'un certain nombre d'interventions dans les débats, l'AMA, l'ensemble des sociétés spécialisées et les sociétés médicales gouvernementales obtinrent une première victoire. Malgré un veto présidentiel (H.R. 6331), le Medicare Improvements for Patients and Providers Act of 2008 a été voté à une large majorité soutenue par les deux principaux partis américains (Parti démocrate et Parti républicain), à la fois à la Chambre et au Sénat.
Depuis le début du XXe siècle, l'AMA s'est opposée au financement public des systèmes de santé à cause de l'inquiétude du personnel médical concernant le poids de ce financement et par la crainte d'un mainmise de l'État sur la coordination des financements médicaux qui pourrait nuire à la relation entre le médecin et son patient. Quand les progressistes ont proposé, durant la seconde moitié du XIXe siècle, une assurance médicale obligatoire, l'AMA a commencé par adopter une position ouverte et modérée, mais en 1918, elle a changé de point et s'est dès lors résolument opposée à la création de quelque assurance de ce type. Le livre de Ronald Numbers paru en 1978, Almost Persuaded: American Physicians ad Compulsory Health Insurance, 1912-1920, analyse les choix de l'AMA pendant cette première période.
Dans les années 1930, l'AMA a tenté d'empêcher ses membres de travailler pour la Health Maintenance Organization, apparue durant la Grande Dépression et qui visait à fournir des soins à bas prix. La Cour suprême des États-Unis, dans le procès American Medical Ass'n. v. United States, a condamné l'AMA pour violation de la loi Sherman antitrust.
L'AMA a mené une violente campagne contre Medicare dans les années 1950 et 1960, notamment lors de l'opération « Coffee Cup », soutenue par le président Ronald Reagan. Depuis la promulgation de la loi créant Medicare, l'AMA a statué qu'elle continuerait à s'opposer aux votes des budgets de Medicare, « à l'augmentation des coûts médicaux aux dépens de l'amélioration de la qualité et de l'accessibilité des soins » et « sans relâche aux financements par le secteur privé des prescriptions de médicaments aux patients de Medicare ». L'AMA a fait aussi campagne pour l'augmentation des revenus des médecins affiliés à Medicare, arguant que ces augmentations protègeront l'accès des personnes âgées aux soins médicaux. Dans les années 1990, l'association est entrée dans la coalition qui a mis en échec la réforme du système de santé publique proposée par le président Bill Clinton.
L'AMA définit comme la première des priorités le soutien au changement de la loi sur les mauvaises pratiques médicales (Medical Malpractice Act) qui rend difficile, selon elle, l'accès aux soins médicaux. Dans beaucoup d’États américains, le personnel médical des spécialités à risque s'est déplacé vers des États jugés plus sûrs dans le cadre de leur activité. Par exemple, en 2004, pas un seul neurochirurgien n'exerçait dans la moitié sud de l'État de l'Illinois.
Les lois d'un certain nombre d'États limitent par exemple la dose administrable pour atténuer la douleur. Ces lois n'autorisent actuellement que les traitements contre la douleur dont les coûts sont ceux pris en charge par Medicare, sans considération pour les nouveaux produits, souvent plus chers. Ces États pensent que la limitation du coût des traitements contre la douleur pèse sur celui des mutuelles médicales. Le Texas, qui a récemment adopté certaines de ces réformes, rapporte que l'ensemble des assureurs mutualistes en 2005 ont pu offrir des mutuelles dont les prix n'avaient pas augmenté ou avaient même été réduits. Cependant, durant la même période, d'autres États n'ayant pas instauré ce genre de limitations enregistrent des résultats similaires ; L'AMA suggère que ce serait dû au comportement cyclique naturel du marché des mutuelles. Des études économiques ont mis en évidence que, historiquement, ces limitations ont de premiers effets douteux. Néanmoins, l'AMA croit que les limitations peuvent alléger ce qui est souvent perçu comme un environnement excessivement litigieux par beaucoup de médecins.
Une autre grande priorité de l'AMA est de faire du lobbying pour modifier les taxes fédérales afin de faire payer par les individus un système mutualiste qui, actuellement repose sur la taxe professionnelle. De tels changements pourraient permettre à des millions d'américains actuellement sans mutuelle d'accéder à une assurance grâce à un crédit d'impôt inversement proportionnel aux revenus.
L'AMA a fait d'importants efforts pour réduire la disparité des soins médicaux. Ainsi a-t-elle mis en place des comités de surveillance pour évaluer les disparités entre les différents groupes ethniques et raciaux. L'un de ces comités s'est spécialisé dans la santé de la communauté gay, lesbienne, bisexuelle et transgenre. En 2005, le président de l'AMA, le docteur Edward Hill, a prononcé un discours à l'ouverture de la conférence annuelle de l'Association médicale gay et lesbienne (Gay and Lesbian Medical Association ou GLMA). Depuis ce jour, l'AMA a étroitement travaillé avec la GLMA pour développer des protocoles de surveillance de l'accès aux soins pour les patients LGBT et améliorer l'environnement de travail des médecins et des médecins en médecine LGBT.
L'AMA a répondu aux estimations gouvernementales qui mettent en évidence que plus de 35 millions d'Américains vivent dans des zones mal desservies, en proposant la répartition immédiate de 16 000 médecins pour répondre à ce besoin tout en prévenant que ce phénomène risque de s'aggraver à cause de l'augmentation de la population et de l'âge de la population active. « Ceci risque de s'intensifier dans les régions rurales », prévient le sénateur Kent Conrad, ajoutant que  « nous faisons face à une réelle crise ». Celle-ci serait notamment due aux restrictions de l'immigration de médecins étrangers aux États-Unis, à la suite des attentats du 11 septembre 2001, situation qui pourrait devenir encore plus restrictive après ceux déjoués au Royaume-Uni en juin 2007, sur lesquels l'enquête n'a pas encore abouti, mais qui sont peut-être liés à des activités étrangères.
En juin 2007, lors de son congrès annuel, l'AMA a discuté de son opposition à l'ouverture de points de vente de médicaments et de conseils médicaux dans les supermarchés. Elle a mis en évidence au moins deux problèmes posés par ce type de structures : de possibles conflits d'intérêts et une variation de la qualité des soins. L'AMA propose une concertation des agences fédérales et étatiques pour étudier les relations entre cliniques et pharmacies et décider si cette pratique doit être interdite ou autorisée. Le docteur Peter Carmel, neurochirurgien, membre de la direction de l'AMA, a posé la question : « Si l'on exerce ces deux activités, est-ce que les gens vont vraiment venir ? ». L'AMA a également noté que certains employeurs réduisent leur participation à la couverture médicale ou y renoncent, si leurs employés vont dans ce type de structure plutôt que dans des cabinets médicaux conventionnels, prétextant que cette pratique peut avoir des effets négatifs sur la qualité des soins payés.
Enfin, dans la continuité de ses principes, l'AMA a apporté son soutien à une utilisation appropriée et compassionnelle des animaux dans les programmes de recherche biomédicale, mais aussi son opposition aux actions des groupes de défense des animaux qui empêchent cette recherche, ainsi que son opposition aux lois qui la restreignent trop fortement.
En juillet 2021, l’AMA déclare que la mention du sexe devrait être supprimée des actes de naissance, provoquant une polémique.

## Critiques de l'association
Les personnes adoptant une position critique envers l'Association médicale américaine, incluant l'économiste Milton Friedman, affirme que l'association agit comme une guilde au service du gouvernement et qu'il a cherché à augmenter les salaires des médecins et leurs honoraires en tentant de limiter leur nombre. Dans son livre Free to Choose, Friedman dit : « L'AMA s'est engagé dans un âpre combat en condamnant les activités des chiropracticiens et des ostéopathes, cherchant à limiter le plus possible leurs activités ».
Profession and monopoly, un livre publié en 1975 est très critique envers l'AMA estimant qu'elle cherche à limiter le nombre de médecins et à augmenter les prix des soins médicaux aux États-Unis. Ce livre déclare que le nombre de médecins est volontairement maintenu à un niveau insuffisant par l'AMA pour assurer de hauts revenus aux médecins pratiquants. Il met en évidence qu'aux États-Unis, le numerus clausus et la taille des écoles de médecine sont volontairement contrôlés par des Commissions d'Attribution de Licence contrôlées par les représentants des sociétés médicales comme l'AMA. Ce livre critique aussi les règles éthiques adoptées par l'AMA qui restreignent la publicité et d'autres types de compétitions commerciales entre les professionnels de la Santé. Il met en évidence que faire de la publicité ou négocier les tarifs peuvent amener à l'exclusion du médecin de l'AMA et à la révocation légale de sa licence. Le livre révèle aussi qu'avant 1912, l'AMA proposait des honoraires uniques pour l'ensemble des spécialités médicales au sein de son Code de l'Éthique. L'influence de l'AMA dans la gestion des hôpitaux est aussi critiquée dans ce livre.
En 1965, l'AMA retire son soutien au rapport de l'administrateur de la santé publique des États-Unis sur le tabagisme et la santé - qui documente le rôle important des cigarettes dans le cancer du poumon - à la suite d'un don de 10 millions de dollars de l'industrie du tabac.
L'AMA est aussi critiquée pour sa gestion des licences médicales dont une partie significative sont attribuées à des compagnies pharmaceutiques, qui les utilisent pour contrôler les prescriptions des médecins. Elle continue ces pratiques malgré des plaintes de certains médecins.
La proportion des médecins adhérents à ce groupe s'est considérablement réduite pour n'atteindre plus que 19 %. En 2004, l'AMA annonce 244 569 membres, comprenant les médecins pratiquants et à la retraite, les étudiants en médecine et les résidents. La Medical School Section (MSS) rapporte, elle, un total de 48 868 membres alors que la Resident and Fellow session (RFS) rapporte un total de 24 069 membres. Combinés, ceux-ci représentent 30 % des membres de l'AMA. Si l'ensemble des autres membres de l'AMA, donc, sont des médecins pratiquants pleinement qualifiés, alors l'AMA ne représente bien que 19 % des médecins pratiquants américains (ils sont actuellement approximativement 900 000). Cependant, MedPage Today estime que l'AMA ne représente seulement que 135 300 « vrais médecins pratiquants » en 2005 (soit 15 % des médecins pratiquants aux États-Unis). Lorsque le sujet est abordé, le Dr Jeremy Lazarus, orateur pour la Maison des Délégués de l'AMA, déclare que le nombre de membres est stable, évitant de commenter les autres estimations.